# Manu Claeys
Manu Claeys (Brugge, 1964) is een Belgische activist, politicus en schrijver. 

## Biografie
Manu Claeys studeerde af als licentiaat Germaanse talen aan de universiteit van Leuven in 1986. In 1987 en 1988 studeerde hij aan de universiteit van Minnesota. 
Vervolgens was Claeys actief voor Uitgeverij Van Halewyck tot 1996. 
In 2004 sloot hij zich aan bij StRaten-generaal, een burgerbeweging in Antwerpen, waar hij in 2010 voorzitter van werd. In 2006 werd hij politiek actief voor Groen!.
Sinds 2018 is hij bestuurder bij Lantis.
Daarnaast schreef hij ook meerdere boeken. 

## Publicaties
- Het Vlaams blok in elke van ons (2000)
- Stilstand. Over machtspolitiek, betweterbestuur en achterkamerdemocratie (2013)
- On accuse, no excuse (2014)
- Red de democratie! Waarom het systeem hapert en wat er moet aan gedaan worden. (2018)
- Pleidooi voor een klimaatintendant (2019)